# Черкас (Поправський старостинський округ)
Черка́с — село в Україні, в Маловільшанській сільській громаді Білоцерківського району Київської області. Входить до складу Поправського старостинського округу. Населення становить 196 осіб.